# 丛一平
丛一平（1917年12月15日—1998年2月3日），男，祖籍江苏省南京市，岀生于安徽省安庆市。陕西师范大学前党委书记、前革委会主任，陕西省西安市前市委书记。